# Hebden (Yorkshire du Nord)
Hebden est un village et une paroisse civile du Yorkshire du Nord, en Angleterre.